# Лійка (посуд)

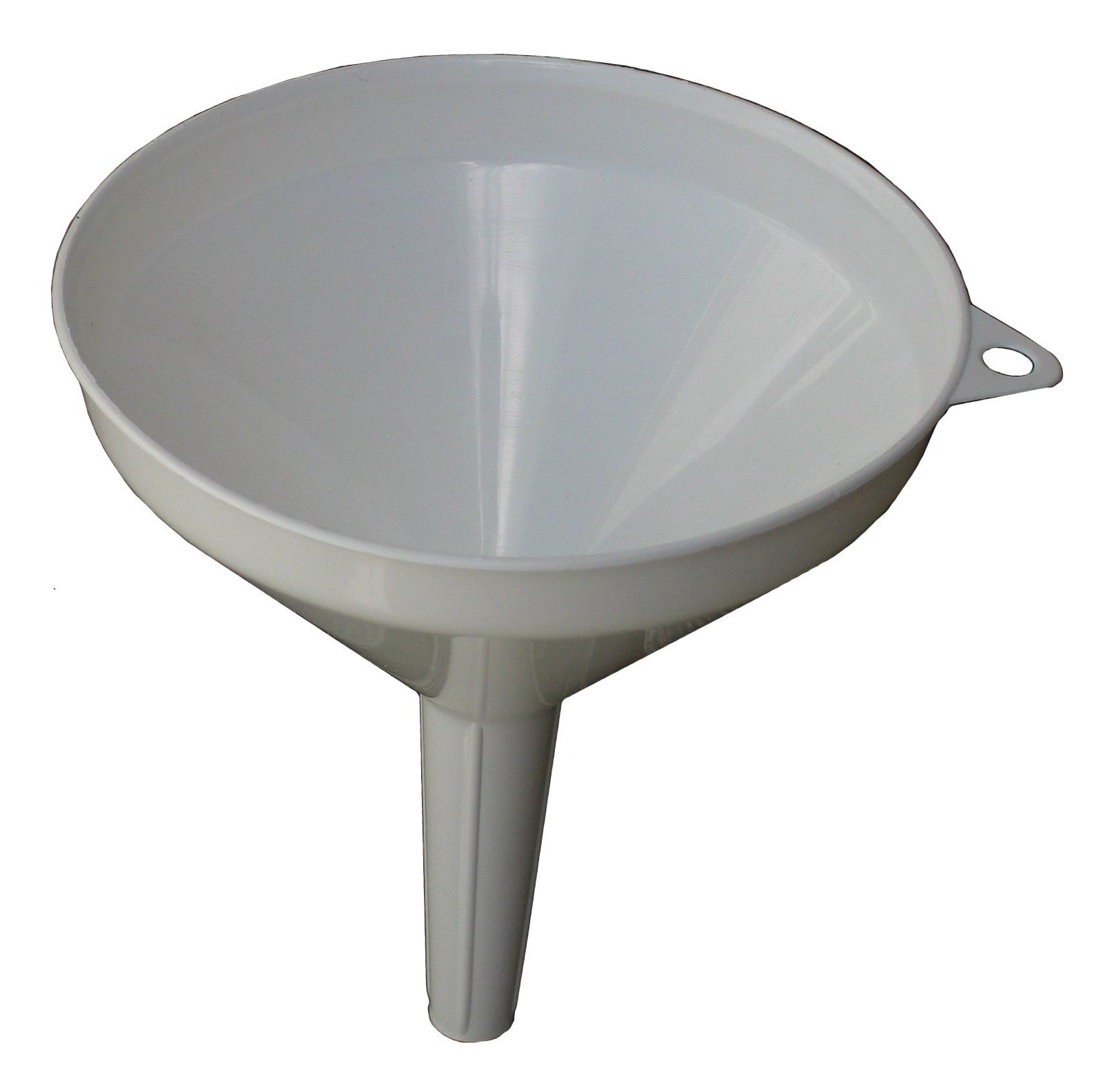
Кухонна лійка

Лійка, заст. воронка — прилад для переливання рідин. Більш складні види лійок використовуються в промисловості і в лабораторній техніці для фільтрування, поділу рідин та інших цілей.

## Найпростіша лійка
Лійка — дуже давнє пристосування. Колись лійки робили з дерева, бересту, випаленої глини.
У Середньовіччі лійки почали робити зі скла, порцеляни й металу, з жерсті, латуні.
З кінця XX століття широкого поширення набули лійки з різних пластмас, переважно з поліетилену і поліпропілену.

## Лабораторні лійки
У лабораторній практиці використовують кілька видів «лійок», деякі з яких зовні зовсім не схожі на просту лійку.

### Лійка Бюхнера

Лійка Бюхнера

Призначена для фільтрування під вакуумом, найчастіше виготовляється з порцеляни, рідше — з металу або пластмаси. Верхня частина лійки, в яку наливають рідину, пористою або перфорованою перегородкою відділена від нижньої частини, до якої підведений вакуум. На перегородку може бути накладено знімний шар фільтрувального матеріалу — фільтрувальний папір, вата, трековий фільтр тощо матеріал.

### Ділильна лійка
Призначена для поділу незмішуваних рідин, за їх густиною. Це посудина, зазвичай скляна, що має в нижній частині трубку з краном — для спуску важчих фракцій рідини. Перед початком роботи слід перевірити герметичність крана, наливши води або ефіру в лійку; при недостатній герметичності кран протирають.

## Водостічна лійка
Водостічна лійка — елемент водостічної системи, конструктивна деталь у вигляді конічного розтрубу, що встановлюється на верхньому кінці водостічної труби. Призначена для збору дощової і талої води перед її надходженням у водостічний стояк.
Водостічна лійка повинна бути виготовлена з кислотостійкої (нержавіючої) сталі AISI 316, не схильна до корозії і стійка до впливу ультрафіолету. Водостічні лійки з кислотостійкої (нержавіючої) сталі можна застосовувати в широкому діапазоні температур від −50 ° C до +100 ° C.